# セシル・マクマスター
セシル・マクマスター（Cecil Charles McMaster、1900年6月10日 - 1981年9月11日）は、南アフリカの陸上競技選手である。彼は、1924年に開催されたパリオリンピックの10キロメートル競歩で銅メダルを獲得した。

## 経歴
マクマスターは1920年に開催されたアントワープオリンピックと1924年のパリオリンピックの2回連続で、南アフリカ共和国の代表として競歩競技に出場している。
アントワープオリンピックでは、3000メートル競歩 と10キロメートル競歩の両方に出場したが、いずれの競技でも予選を通過したものの、決勝では4位に終わってメダルにあと一歩届かなかった。
4年後のパリオリンピックでは、3000メートル競歩が実施されなかったため10キロメートル競歩にのみ出場し、7月9日の予選を2位で通過したのちに決勝に挑んだ。7月13日に行われた決勝には、予選を通過した10人の選手が出場した。イタリア代表のウーゴ・フリジェリオ、イギリス代表のゴードン・グッドウィンの2人に続いてマクマスターは49分8秒0の記録で3位に入り、銅メダルを獲得した。

## オリンピックでの成績
| 年   | 大会                     | 場所                     | 種目     | 結果 | 記録      |
| ---- | ------------------------ | ------------------------ | -------- | ---- | --------- |
| 1920 | アントワープオリンピック | アントワープ（ベルギー） | 3km競歩  | 4位  | 13分23秒6 |
| 1920 | アントワープオリンピック | アントワープ（ベルギー） | 10km競歩 | 4位  | 50分4秒0  |
| 1924 | パリオリンピック         | パリ（フランス）         | 10km競歩 | 3位  | 49分8秒0  |